# Chiesa di San Gregorio Magno (Orzinuovi)
La chiesa di San Gregorio Magno è la parrocchiale di Barco, frazione del comune italiano di Orzinuovi, in provincia e diocesi di Brescia; fa parte della zona pastorale della Bassa Occidentale.

## Storia
In origine, sul luogo dove oggi sorge la chiesa esisteva una cappella, attestata dal XV secolo e di proprietà dei Martinengo conti di Barco. 
Dal 1470 la cappella divenne sede parrocchiale e il conte Gianfrancesco Martinengo ne ottenne il giuspatronato. Nel 1493 il conte decise la sostituzione della cappella con una nuova chiesa, che fu terminata nel 1505. 
Nel 1605 Ercole e Leopoldo Martinengo fecero erigere il campanile della chiesa. Nel corso del XVII secolo la chiesa subì importanti lavori di ristrutturazione che ne modificarono l'aspetto.
La chiesa odierna è frutto dei lavori compiuti tra Settecento e Ottocento, che ne modificarono nuovamente la struttura. Nel 1898 fu posto il nuovo organo, realizzato dalla ditta Tamburini.
Nel 1959 vennero dipinti ad opera di Gabriel Gatti gli affreschi decorativi. Tra il 1971 e il 1978, seguendo quanto stabilito dal Concilio Vaticano II, fu intagliata la nuova mensa eucaristica rivolta verso l'aula. 
Tra il 2001 e il 2005 la chiesa fu oggetto di un restauro complessivo.

## Descrizione

### Esterno
La chiesa, orientata lungo l'asse nord-sud, presenta una pianta rettangolare terminante, sul lato meridionale, su un presbiterio anch'esso rettangolare.
La facciata è anticipata da un sagrato e presenta una semplice struttura a capanna, interamente realizzata con mattoni a vista e scandita da quattro lesene. Al centro della facciata si apre il portale d'ingresso alla chiesa, decorato da un cornicione mistilineo in marmo bianco e sovrastato da un finestrone. Al culmine della facciata si trova una croce metallica.
Sul lato orientale dell'edificio, addossate al presbiterio, si trovano la torre campanaria e la sacrestia.

### Interno
L'interno è ad aula unica voltata a vela. Ai lati dell'aula si trovano due cappelle poco profonde, dotate entrambe di altari. Tra gli affreschi presenti nell'edificio, degna di nota è una Cena in Emmaus, realizzata da Gabriel Gatti.
Il presbiterio, chiuso da un'abside piana su cui è appoggiato l'altare maggiore, è rialzato rispetto al piano dell'aula e presenta sui lati due cantorie, delle quali quella di destra contiene l'organo del 1895.